# Gustavo Blanco Leschuk
Gustavo Blanco Leschuk (ur. 5 listopada 1991 w Las Heras w prowincji Mendoza, Argentyna) – argentyński piłkarz pochodzenia ukraińskiego, występujący na pozycji napastnika w Iran klubie Esteghlal Teheran do.

## Kariera piłkarska

### Kariera klubowa
Wychowanek klubu Arsenal Sarandí. Karierę piłkarską rozpoczął 8 marca 2011 w pierwszej drużynie Arsenalu. W 2012 został wypożyczony do Deportivo Merlo. W lutym 2012 wyjechał do Europy, gdzie podpisał kontrakt z rosyjskim Anży Machaczkała, ale nie potrafił przebić się do podstawowego składu i po zakończeniu sezonu opuścił klub. W latach 2014–2015 występował w marokańskim Wydad Casablanca. 27 marca 2015 zasilił skład szwedzkiego Assyriska FF. 13 lutego 2016 podpisał kontrakt z Karpatami Lwów. 15 stycznia 2017 przeniósł się do Szachtara Donieck. Po zakończeniu sezonu 2018/19 opuścił hiszpański klub. 24 sierpnia 2019 przeszedł do Antalyasporu.

## Sukcesy i odznaczenia

### Sukcesy piłkarskie
Arsenal Sarandí
- mistrz Argentyny: 2012 Clausura